# Monuments nationaux de Foča
Cet article recense les monuments nationaux situés sur le territoire de la municipalité de Foča en Bosnie-Herzégovine et dans la république serbe de Bosnie. La liste établie par la Commission pour la protection des monuments nationaux compte 16 monuments nationaux inscrits sur la liste principale et 8 monuments inscrits sur une liste provisoire.

## Monuments nationaux
| Monument                                                      | Ville ou village   | Géolocalisation              | Datation                       | Commentaire éventuel                                                  | Photo |
| ------------------------------------------------------------- | ------------------ | ---------------------------- | ------------------------------ | --------------------------------------------------------------------- | ----- |
| Moquée de Hasan Nazir (Aladža džamija)                        | Foča               |                              | 1500-1551                      | Site et vestiges                                                      |       |
| Mosquée impériale de Foča (Sultan Bajezida Valije II džamija) | Foča               |                              | 1551                           | Site et vestiges                                                      |       |
| Église Saint-Nicolas de Foča                                  | Foča               |                              | 1857                           | Église orthodoxe serbe ; avec ses biens mobiliers                     |       |
| Église Saint-Nicolas de Čelebići (Crkva Šklopotnica)          | Čelebići           |                              | Première moitié du XIXe siècle | Église orthodoxe serbe                                                |       |
| Mosquée de Mehmed Pacha Kukavica                              | Foča               |                              | 1751-1752                      | Avec la médersa                                                       |       |
| Čaršija de Foča                                               | Foča               |                              | Période ottomane               | Čaršija ; site historique                                             |       |
| Han de Mehmed Pacha Kukavica                                  | Foča               |                              | Avant 1758                     | Han                                                                   |       |
| Mosquée Musluk (Atik Ali-pašina)                              | Foča               |                              | 1564                           |                                                                       |       |
| Nécropole de Mramor (Vrbica)                                  | Borje (Vrbica)     |                              | Antiquité tardive, Moyen Âge   | Nécropole avec 207 stećci et quatre tombes antiques ; site historique |       |
| Nécropole de Borjanice-Marevska kosa                          | Malo Marevo        |                              | Moyen Âge                      | Avec des stećci et des pierres tombales                               |       |
| Nécropole de Crljanke                                         | Putojevići         |                              | Moyen Âge                      | Avec des stećci et des pierres tombales                               |       |
| Nécropole de Bor                                              | Rodijelj (Hrđavci) |                              | Moyen Âge                      | Avec des stećci                                                       |       |
| Site archéologique de Rataje                                  | Miljevina          |                              | Période ottomane ?             |                                                                       |       |
| Tour de l'Horloge de Foča                                     | Foča               | 43° 30′ 24″ N, 18° 46′ 31″ E | Avant 1761                     | Tour horloge                                                          |       |
| Mosquée de Kadi Osman-effendi (Šehova džamija)                | Foča               | 1593-1594                    |                                | Site et vestiges                                                      |       |
| Pont de fer du prince Karl                                    | Foča               |                              | 1882-1884                      | Pont sur la Drina                                                     |       |

## Liste provisoire
| Monument                                 | Ville ou village | Géolocalisation | Datation  | Commentaire éventuel                               | Photo |
| ---------------------------------------- | ---------------- | --------------- | --------- | -------------------------------------------------- | ----- |
| Ensemble architectural de Derezluk       | Foča             |                 |           |                                                    |       |
| Église Saint-Basile-d'Ostrog de Čelebići | Čelebići         |                 | 1912-1914 | Église orthodoxe serbe                             |       |
| Maison de santé de Foča                  | Foča             |                 |           |                                                    |       |
| Maison de Milan Hadživuković             | Foča             |                 |           |                                                    |       |
| Popi                                     | Popi             |                 |           | Village                                            |       |
| Ensemble commémoratif de Tjentište       | Tjentište        |                 | 1974      | Commémoration de la bataille de la Sutjeska (1943) |       |
| Bâtiment de la municipalité de Foča      | Foča             |                 |           |                                                    |       |
| Bâtiment du tribunal municipal de Foča   | Foča             |                 |           |                                                    |       |